# Spy Hunter: Nowhere to Run
Pour les articles homonymes, voir Spy Hunter.
Spy Hunter: Nowhere to Run (stylisé SpyHunter: Nowhere to Run) est un jeu vidéo de combat motorisé développé par Terminal Reality et édité par Midway Games, sorti en 2006 sur PlayStation 2 et Xbox.
Le jeu aurait dû être accompagné d'un film du même nom mais dont la production a été stoppée au stade du développement. L'acteur Dwayne Johnson donne ses traits au héros du jeu, Alex Decker, et aurait dû être le héros du film.

## Accueil
- Jeuxvideo.com : 8/20[1]